# London Elektricity
Тоні Колман (англ. Tony Colman) — відоміший під сценічним ім'ям як London Elektricity, британський драм-енд-бейс продюсер та ді-джей. Колман є також співзасновником та керівником лейблу Hospital Records.

## Історія
Першим проєктом London Elektricity був дует Тоні Колмана та Кріса Ґоса. Засновники Hospital Records також проштовхували свої інші проєкти — Future Homosapiens, Dwarf Electro, Funky N.A.S.A. та Orkestra Galactica. Але першим треком, який зробив їх відомими вийшов саме під London Elektricity — «Song In The Key Of Knife». 1999 року на Hospital Records вони випустили свій дебютний альбом Pull the Plug.
У 2002 році Кріс Ґос залишив проєкт London Elektricity для Тоні Колмана, як його соло проєкт, а сам сконцентрувався на роботі на лейблі. Другий альбом Billion Dollar Gravy вийшов 2003 року. Під час запису альбому сесійні музиканти почали об'єднуватися у гурт, тому Колман вирішив організувати гурт для живих виступів. До складу гурту входили Колман, Енді Вотерворт, Landslide, MC Wrec, the Jungle Drummer, Ліен Керолл та Роберт Оуенс. 2004 року вони випустили DVD під назвою London Elektricity: Live Gravy, який відзняли у жовтні 2003 року у Jazz Cafe.
2005 рік побачив випуск їхнього третього альбому Power Ballads, записаного тим самий складом, що і DVD. Проте 2 грудня 2005 року гурт оголосив, що більше не планує працювати у цьому складі. Отже надалі, London Elektricity знову став соло-проєктом.
У 2007 році London Elektricity здобув нагороду BBC 1Xtra за найкращий live-проєкт. Четвертий альбом London Elektricity під назвою Syncopated City вийшов у вересні 2008 року.
П'ятий альбом London Elektricity під назвою Yikes! вийшов у квітні 2011 року, а шостий — «Are We There Yet?» у листопаді 2015.
2011 року виступив на драм-енд-бейс сцені фестивалю Global Gathering в Києві.

## Музичний вплив
Відповідно до сторінки London Elektricity у Myspace, на музичний стиль Тоні Колмана вплинули багато артистів, серед яких Talking Heads, Fela Kuti, Kraftwerk, Brian Eno, Led Zeppelin та інші. Джаз, соул, латино, даб, рок та панк представлені у багатьох піснях London Elektricity, таких як «Rewind», «Attack Ships on Fire», «South Eastern Dream», «Do You Believe», «Main Ingredient», «Remember the Future», «Round the Corner» та «Song in the Key of Knife».

## Дискографія

### Студійні альбоми
- 1999 — Pull the Plug
- 2003 — Billion Dollar Gravy
- 2005 — Power Ballads
- 2008 — Syncopated City
- 2011 — Yikes!
- 2015 — Are We There Yet?
- 2019 — Building Better Worlds

### Мікси
- 2006 — Hospitalised (with High Contrast & Cyantific)
- 2010 — Hospitality Presents This Is Drum + Bass (with High Contrast)

### Live-альбоми
- 2004 — Live Gravy
- 2006 — Live at the Scala
- 2017 — Live In The Park
- 2017 — Live At Pohoda

### Альбоми компіляцій
- 2006 — Medical History
- 2007 — The Best of London Elektricity

### Альбоми-ремікси
- 2006 — Facelift The Remixes
- 2011 — Yikes! Remixes!!
- 2016 — Are We There Yet? The Med School Scans

### Сингли та EP
- 1996 — «Sister Stalking / „Brother Ignoramus“
- 1997 — „Ultrasound“
- 1998 — „Pull The Plug“ / Dirty Dozen»
- 1998 — «Song In The Key Of Knife» / «Theme From The Land Sanction»
- 1999 — «Rewind» / «Rewound»
- 1999 — «Rewind (Acoustic Edit)» / «Dub You Believe»
- 2000 — «Wishing Well» / «Elektric D-Funk»
- 2000 — «Round The Corner»
- 2001 — «My Dreams» (vs Robert Owens)
- 2002 — «Cum Dancing» / «Down Low»
- 2003 — «Billion Dollar Gravy» / «Harlesden»
- 2004 — «Live At The Jazz Cafe»
- 2005 — «The Strangest Secret In The World (45 Edit)» b/w «Pussy Galore»
- 2005 — «The Mustard Song»
- 2005 — «Hanging Rock»
- 2006 — «Remember the Future»
- 2008 — «All Hell Is Breaking Loose»
- 2008 — «Syncopated City»
- 2008 — «Attack Ships On Fire» / «South Eastern Dream»
- 2011 — «Elektricity Will Keep Me Warm» / «The Plan That Cannot Fail»
- 2011 — «Meteorites» (feat. Elsa Esmeralda)